# Heletîna, Camenița
Heletîna (în ucraineană Гелетина) este un sat în comuna Dereveane din raionul Camenița, regiunea Hmelnîțkîi, Ucraina.

## Demografie
Componența lingvistică a localității Heletîna
     Ucraineană (100%)
Conform recensământului din 2001, toată populația localității Heletîna era vorbitoare de ucraineană (100%).